# Offenbach an der Queich
Offenbach an der Queich település Németországban, Rajna-vidék-Pfalz tartományban. Lakosainak száma 6314 fő (2023. december 31.).

## Népesség
A település népességének változása:
| Lakosok száma | 3859 | 6406 | 6393 | 6311 | 6317 | 6314 |
|               | 1975 | 2017 | 2019 | 2021 | 2022 | 2023 |